# Barfota i parken
Barfota i parken (engelska: Barefoot in the Park) är en amerikansk komedifilm från 1967 i regi av Gene Saks. Filmen är baserad på Neil Simons pjäs med samma namn från 1963. I huvudrollerna som det nygifta unga paret Corie och Paul Bratter ses Jane Fonda och Robert Redford.

## Rollista i urval
- Robert Redford - Paul Bratter
- Jane Fonda - Corie Bratter
- Charles Boyer - Victor Velasco
- Mildred Natwick - Ethel Banks
- Herb Edelman - Harry Pepper
- Mabel Albertson - Harriet
- Fritz Feld - restaurangägare
- James F. Stone - bud
- Ted Hartley - Frank